# 玉地組
玉地組（たまちぐみ）は大阪府堺市に本部を置いていた暴力団。2013年、解散した。

## 歴代組長
- 初代 - 玉地健治（五代目山口組若中[1]、六代目山口組舎弟[2]）
- 二代目 - 山本儀一（六代目山口組若中[3]）

## 最高幹部
- 組長 - 山本儀一